# حكايتنا
حكايتنا (بالتركية: Bizim Hikaye)‏ مسلسل تركي تم عرض أولى حلقاته 15 سبتمبر 2017 على قناة فوكس، وهو النسخة الثانية من المسلسل الأمريكي shameless. بطلا المسلسل الرئيسيين هما هازال كايا وبوراك دينيز 

## قصة المسلسل
- يتحدث المسلسل حول شخصية (فيليز)، الابنة الكبرى لعائلة فقيرة تقوم برعايتها، والتي تلعب دورها هازال كايا.
- شخصية فيليز، الأخت الكبرى التي تهتم وترعى أخوتها الخمسة بعد تخلي الأم عنهم.
- تسعى فيليز إلى زرع القوة والأمل والسعادة في حياة عائلتها، وهناك العديد من المشاهد المؤثرة بين الأخوة خلال هذا المسلسل.
- أما بالنسبة لوالد فيليز الذي يعيش معهم في نفس المنزل، فهو رجل لا يستطيع تحمل مسؤولية أبنائه، وهذا ما يجعل فيليز هي من تحل مكانه في التحكم بزمام الأمور.
- يظهر في حياة فيليز الشاب الوسيم الذي يقع في سحر جمالها ويلاحقها، ويحمل في المسلسل اسم (باريش)، ويلعب دوره الممثل بوراك دينيز.
- يحاول باريش الاهتمام بفيليز وملاحقتها ومساعدتها دائماً، ولكن تحرص الأخيرة على إبعاده عنها، فهي ترى أن لا مكان للحب في حياتها، وأن عائلتها هي أهم من كل شيء في الحياة.

## ملخص المسلسل
يروي المسلسل حكاية فتاة شابة تعتني وحدها بأخوتها بعد أن رفض والدهم تحمل مسؤوليتهم، وذلك بعد وفاة والدتهم، لكن حياتها تبدأ بأخذ منحى جديد حين تتعرف على شاب غامض من مكان مجهول

## الأبطال
- هازال كايا (بالتركية: Hazal Kaya)‏ بدور فيليز اليبول
- بوراك دينيز (بالتركية: burak deniz)‏ بدور باريش/سافاش أكتان.
- ريها أوزجان (بالتركية: Reha Özcan)‏ بدور فكري اليبول.
- يازجان كونيالي (بالتركية: Yağız can Konyalı)‏ بدور رحمت اليبول
- نجاد أويغور (بالتركية: nejat uygur jr)‏ بدور حكمت اليبول
- زينب سليم أوغلو (بالتركية: Zeynep selimoğlu)‏ بدور كيراز
- ألب أكار (بالتركية: Alp Akar)‏ بدور فكرت اليبول
- عمر سافجي (بالتركية: Ömer Savgi)‏ بدور عصمت اليبول
- نسرين جواد زاده (بالتركية: Nesrin Cevetzade)‏ بدور تولاي شاهين
- محمد كورهان فرات (بالتركية: Mehmet Korhan Fırat)‏ بدور طوفان شاهين
- محمد جان منجيناوزلو (بالتركية: Mehmetcan Mincinozlu)‏ بدور جميل أنجين
- ساهرا شاش (بالتركية: Sahra Şaş)‏ بدور شيشيك
- ميليسا دونجل (بالتركية: Melisa Döngel)‏ بدور دينيز شليك
- هازال أدايمان (بالتركية: Hazal Adıyaman)‏ بدور ديرين شليك
- ميراي اكاي (بالتركية Miray Akay) بدور زينب
- سيرا بيرينتش (بالتركية Serra Pirinç) بدور موجده

## روابط خارجية
- حكايتنا على موقع IMDb (الإنجليزية)
- حكايتنا على موقع كينوبويسك (الروسية)
- حكايتنا على موقع قاعدة بيانات الفيلم (الإنجليزية)